# Połabianie
Połabianie (łac. Polabi) – słowiańskie plemię połabskie należące do grupy plemion obodryckich. Zamieszkiwali tereny na zachód od Obodrytów właściwych w dorzeczu środkowej i dolnej Łaby. Głównym ich ośrodkiem był Racibórz (obecnie: Ratzeburg w Niemczech). Należeli do związku obodryckiego. 
Po 1131 roku ich władcą był Przybysław wagryjski.